# Ляскі (Паєнчанський повіт)
Ляскі (пол. Laski) — село в Польщі, у гміні Семковиці Паєнчанського повіту Лодзинського воєводства.
Населення — 142 особи (2011).
У 1975-1998 роках село належало до Серадзького воєводства.

## Демографія
Демографічна структура станом на 31 березня 2011 року:
|          | Загалом | Допрацездатний вік | Працездатний вік | Постпрацездатний вік |
| -------- | ------- | ------------------ | ---------------- | -------------------- |
| Чоловіки | 78      | 17                 | 48               | 13                   |
| Жінки    | 64      | 10                 | 34               | 20                   |
| Разом    | 142     | 27                 | 82               | 33                   |